# Karłowice Wielkie
Karłowice Wielkie (niem. Groß-Karlowitz) – wieś w Polsce położona w województwie opolskim, w powiecie nyskim, w gminie Kamiennik, leży na południowym zachodzie Polski w północno-wschodniej części Przedgórza Sudeckiego.

## Nazwa
W księdze łacińskiej Liber fundationis episcopatus Vratislaviensis (pol. Księga uposażeń biskupstwa wrocławskiego) spisanej za czasów biskupa Henryka z Wierzbna w latach 1295–1305 miejscowość wymieniona jest w zlatynizowanej formie Karlowitz magnum w szeregu wsi lokowanych na prawie polskim iure polonico.

## Historia
We wczesnym średniowieczu tereny te zamieszkiwał lud Ślężan.
W latach pięćdziesiątych podczas prac związanych z budową szkoły podstawowej, odkryto na tym terenie cmentarzysko z urnami słowiańskimi.
W średniowieczu tereny te podlegały biskupstwu wrocławskiemu, od 1344 roku należały jako lenno do króla czeskiego. W 1516 roku przeszły pod panowanie Habsburgów, a w roku 1748 tutejsze tereny wraz z wsią przeszły pod panowanie pruskie.
Do roku 1945 część wsi wraz z majątkiem obszarniczym nazywała się Kazischka, a obecnie cała wieś ma jedną nazwę Karłowice Wielkie. Kazischka była odrębną gminą, która posiadała pieczęć z wizerunkiem, na którym przedstawiono chłopa idącego w prawo za pługiem, nad pługiem sierp, z obu stron sierpa po jednej gwieździe. Obszar za kościołem należał do hrabiów von Matuschka z Biechowa.,
W Karłowicach Wielkich zaczyna się Szlak Czarownic wiodący dalej przez Nysę, Otmuchów, Paczków aż do Czech, wytyczony płonącymi w XVII w. stosami spalonych na nich niewinnie kobiet.

## Zabytki
Do wojewódzkiego rejestru zabytków wpisany jest:
- kościół parafialny pod wezwaniem świętej Marii Magdaleny, wzmiankowany już w 1244 roku należący aż do 1810 roku do kolegiaty nyskiej. Obecny kościół późnobarokowy został zbudowany w 1758 r. - XVIII w.[16] i należy do najcenniejszych w regionie.

inne zabytki:
- pomnik ku czci poległych żołnierzy w I wojnie światowej, do dziś pozostała tylko granitowa ława, stał przed II wojną światową niedaleko kościoła
- stary dom, mocno już zniszczony, miejsce urodzenia Eduarda Theodora von Grütznera jednego z najbardziej znaczących malarzy niemieckich, znanego w świecie głównie z motywów klasztornych, profesor Akademii Sztuk Pięknych w Monachium. W roku 1916 nadano mu tytuł szlachecki[17][18][19], stoi naprzeciwko domu parafialnego
- duży młyn zbożowy, już nieczynny, stoi w środku wsi
- resztki majątku Kazischka, można zobaczyć przy wylocie ze wsi, po lewej stronie drogi do Nysy, przebudowane na mieszkania; tutaj urodził się zoolog i ornitolog Constantin Wilhelm Lambert Gloger, był twórcą teorii znanej do dzisiaj jako Regułą Glogera, autor wielu prac naukowych w tych dziedzinach[20][21]. Ostatnim właścicielem tego majątku był Julius Meißner. Podczas II wojny światowej znajdowały się tutaj dwa małe obozy pracy, w których przebywali Francuzi, Anglicy i Polacy
- kamienny posąg św. Jana Nepomucena, mijamy dojeżdżając drogą z Nysy przez Karłowice Wielkie do Kamiennika, na końcu wsi stojący przy drodze, po lewej stronie a po przeciwnej stronie

## Parafia
Wspólnota parafialna skupia mieszkańców Karłowic Wielkich, Goraszowic, Jaszowa, Karłowic Małych, Kłodoboku, Ogonowa, Rysiowic, Siedlec, Słupic oraz Zurzyc. Kościół parafialny znajduje się w Karłowicach Wielkich. W Kłodoboku oraz Jaszowie znajdują się kościoły filialne.